# Weltmeisterschaft im Skibergsteigen 2013
Die Weltmeisterschaft im Skibergsteigen 2013 fand vom 9. bis 15. Februar 2013 in Frankreich statt.
Der International Council for Ski Mountaineering Competitions (ICSM) entschied sich für eine Austragung im Skigebiet Pelvoux in den Westalpen. 
Frankreich war auch schon Austragungsland der ersten Weltmeisterschaft im Skibergsteigen 2002.

## Ergebnisse

### Männer
| Disziplin     | Gold                                                                  | Silber                                                                    | Bronze                                                                       |
| ------------- | --------------------------------------------------------------------- | ------------------------------------------------------------------------- | ---------------------------------------------------------------------------- |
| Sprint        | Josef Rottmoser                                                       | Marcel Marti                                                              | Yannick Ecoeur                                                               |
| Einzel        | William Bon Mardion                                                   | Mathéo Jacquemoud                                                         | Kílian Jornet Burgada                                                        |
| Vertical Race | Kílian Jornet Burgada                                                 | Martin Anthamatten                                                        | Damiano Lenzi                                                                |
| Team          | Mathéo Jacquemoud / William Bon Mardion                               | Davide Magnini / Nadir Maguet                                             | Xavier Gachet / Alexis Sevennec                                              |
| Staffel       | SchweizMarcel Marti Martin Anthamatten Yannick Ecoeur Andreas Steindl | ItalienManfred Reichegger Michele Boscacci Robert Antonioli Damiano Lenzi | FrankreichWilliam Bon Mardion Mathéo Jaquemoud Alexis Sevennec Xavier Gachet |

### Frauen
| Disziplin     | Gold                                                    | Silber                                                          | Bronze                                               |
| ------------- | ------------------------------------------------------- | --------------------------------------------------------------- | ---------------------------------------------------- |
| Sprint        | Mireille Richard                                        | Nina Silitch                                                    | Emelie Forsberg                                      |
| Einzel        | Laëtitia Roux                                           | Axelle Mollaret                                                 | Gloriana Pellissier                                  |
| Vertical Race | Laëtitia Roux                                           | Mireia Miró Varela                                              | Emelie Forsberg                                      |
| Team          | Axelle Mollaret / Laëtitia Roux                         | Elena Nicolini / Gloriana Pellissier                            | Maude Mathys / Emily Gex-Fabry                       |
| Staffel       | FrankreichLaëtitia Roux Valentine Fabre Axelle Mollaret | ItalienGloriana Pellissier Elena Nicolini Alessandra Cazzanelli | SchweizEmily Gex-Fabry Maude Mathys Mireille Richard |

## Medaillenspiegel
| Platz  | Land               | Gold | Silber | Bronze | Gesamt |
| ------ | ------------------ | ---- | ------ | ------ | ------ |
| 1      | Frankreich         | 6    | 2      | 2      | 10     |
| 2      | Schweiz            | 2    | 2      | 3      | 7      |
| 3      | Spanien            | 1    | 1      | 1      | 3      |
| 4      | Deutschland        | 1    | –      | –      | 1      |
| 5      | Italien            | –    | 4      | 2      | 6      |
| 6      | Vereinigte Staaten | –    | 1      | –      | 1      |
| 7      | Schweden           | –    | –      | 2      | 2      |
| Gesamt | Gesamt             | 10   | 10     | 10     | 30     |